# Fucellia capensis
Fucellia capensis är en tvåvingeart som först beskrevs av Ignaz Rudolph Schiner 1868.  Fucellia capensis ingår i släktet Fucellia och familjen blomsterflugor. Inga underarter finns listade i Catalogue of Life.